# Toni L.P. Kelner
Toni L.P. Kelner, née en 1961 à Pensacola, en Floride (États-Unis), est une femme de lettres américaine, auteure de roman policier et de fantasy.

## Biographie
Née en Floride, elle grandit à Charlotte, petite ville de Caroline du Nord. Après son mariage, elle s'installe avec son époux à Boston.
En 1993, elle publie son premier roman, Down Home Murder. C'est le premier volume d'une série consacrée à Laura Fleming, détective privée en Caroline du Nord. Une autre série policière intitulée Where Are They Now? a pour héroïne Tilda Harper, une journaliste célèbre de Boston.
Sous le pseudonyme de Leigh Perry, elle signe depuis 2013 la série des Family Skeleton Mysteries qui a pour héroïne Georgia Thackery, une professeur d'anglais qui mène des enquêtes criminelles humoristiques avec l'aide Sid, un squelette doté de vie qu'elle a découvert dans la maison de ses parents.
Pour ses nouvelles, elle est fréquemment nommée pour le prix Agatha, le prix Anthony, le prix Macavity et le prix Derringer. En 2006, elle fait paraître une nouvelle, Sleeping with the Plush avec laquelle elle remporte le prix Agatha 2006 de la meilleure nouvelle.

## Œuvre

### Romans

#### SérieLaura Fleming
- Down Home Murder (1993)
- Dead Ringer (1994)
- Trouble Looking for a Place to Happen (1995)
- Country Comes to Town (1996)
- Tight as a Tick (1997)
- Death of a Damn Yankee (1999)
- Mad as the Dickens (2001)
- Wed and Buried (2003)
- Crooked as a Dog's Hind Leg (2015)

#### SérieWhere Are They Now?
- Without Mercy (2008), aussi publié sous le titre Curse of the Kissing Cousins
- Who Killed the Pinup Queen? (2010)
- Blast from the Past (2011)

### Romans signés Leigh Perry

#### SérieFamily Skeleton Mysteries
- A Skeleton in the Family (2013)
- The Skeleton Takes a Bow (2014)
- The Skeleton Haunts a House (2015)

### Recueils de nouvelles
En collaboration avec Charlaine Harris
- Many Bloody Returns (2007)
- Wolfsbane and Mistletoe (2008)
- Death's Excellent Vacation (2010)
- Home Improvement (2011)
- An Apple for the Creature (2012
- Games Creatures Play (2014)
- Dead But Not Forgotten (2014)

### Nouvelles

#### SérieLaura Fleming
- Gift of the Murderer (1993)
- Marley’s Ghost (1994)

#### SérieAbram Murchison
- Murchison Solves a Mystery (1995)
- Murchison Catches a Thief (1996)
- Murchison Passes a Test (1997)
- Murchison Tells a Secret (1998)

#### SérieWilliam Cunningham Ward
- Skull and Cross-Examinations (2008)
- The Pirate’s Debt (2009)

#### Autres nouvelles
- The Death of Erik the Redneck (1996)
- Where Does a Herd of Elephants Go? (1998)
- Not in my Family (1999)
- An Unmentionable Crime (2000)
- Bible Belt (2002)
- Old Dog Days (2003)
- Blame it on the Brownies (2004)
- Security Blanket (2004)
- Lying-in-the-Road Death (2006)
- Sleeping with the Plush (2006)
- How Stella Got Her Grave Back (2007)
- Keeping Watch Over His Flock (2008)
- Kangaroo Court (2008)
- A Man Feeling Bad (2010)
- Taking the Long View (2010)
- Kids Today (2010)
- Pirate Dave’s Haunted Amusement Park (2010)
- For a Good Time, Call… (2011)
- In Brightest Day (2011)
- Pirate Dave and the Captain’s Ghost (2012)
- Bell, Book, and Candlepin (2014)

## Prix et distinctions

### Prix
- Prix Agatha 2006 de la meilleure nouvelle pour Sleeping with the Plush[1]

### Nominations
- Prix Agatha 1996 de la meilleure nouvelle pour The Death of Erik the Redneck[1]
- Prix Anthony 2003 de la meilleure nouvelle pour Bible Belt[2]
- Prix Macavity 2003 de la meilleure nouvelle pour Bible Belt[3]
- Prix Anthony 2007 de la meilleure nouvelle pour Sleeping with the Plush[2]
- Prix Anthony 2008 de la meilleure nouvelle pour How Stella Got Her Grave Back[2]
- Prix Agatha 2008 de la meilleure nouvelle pour Skull and Cross-Examinations[1]
- Prix Anthony 2009 de la meilleure nouvelle pour Skull and Cross-Examinations[2]
- Prix Macavity 2009 de la meilleure nouvelle pour Keeping Watch Over His Flock[3]
- Prix Derringer (d) 2010 de la meilleure Novelette pour The Pirate’s Debt[4]
- Prix Derringer 2012 de la meilleure Novelette pour In Brightest Day[4]
- Prix Derringer 2013 de la meilleure Novelette pour Pirate Dave and the Captain’s Ghost[4]